# Dimo Hamaambo
El Teniente general Mweukefina Kulaumone Jerobeam Dimo Hamaambo (27 de octubre de 1932 a 8 de septiembre de 2002) fue comandante militar de Namibia tanto en la Guerra de Independencia de Namibia como miembro de la SWAPO como en la Namibia independiente como Jefe de Defensa de la Fuerza de Defensa de Namibia. Se convirtió en el segundo comandante del Ejército Popular de Liberación de Namibia (PLAN) en 1967, tras la muerte de Tobias Hainyeko, y ocupó el cargo hasta que se obtuvo la independencia en 1990.

## Carrera pre-militar
Hamaambo fue uno de los trece hijos de su madre Josephina Melila Shipo y de su padre Jona Hamaambo en Eengava, Ovamboland (actualmente conocida como la región de Ohangwena). Después de recibir cierta educación en las escuelas de la zona, Hamaambo fue a trabajar fuera de Ovamboland como jornalero en una granja de propiedad de los blancos, así como trabajador doméstico, en una fábrica de conservas en Walvis Bay y, finalmente, en las minas de oro de Johannesburgo (Sudáfrica). Hamaambo finalmente regresó a Namibia y se unió a la «Organización Popular de Ovamboland» (OPO), predecesora de la SWAPO, en Walvis Bay en 1959. En 1960-61, Hamaambo intentó salir del país en un barco que salía de Lobito (Angola) con destino al Reino Unido, pero fue capturado y regresó a Namibia.

## Exilio
Hamaambo finalmente se exilió en 1962 a través de Bechuanalandia (ahora Botsuana) y en Tanganyika (ahora Tanzania). Desde Tanzania, Hamaambo se fue a recibir entrenamiento militar en la recién independizada Argelia y más tarde en la Unión Soviética antes de convertirse en el Segundo Subcomandante del Ejército de lo que se convertiría en el Ejército Popular de Liberación de Namibia (PLAN) en 1966, año en que comenzó la  Guerra de Independencia de Namibia. Ascendiendo rápidamente de rango, Hamaambo se convirtió en Primer Adjunto en 1967 y en Comandante del Ejército en 1968.
En 1974 los soldados dirigidos por Hamaambo comenzaron a utilizar Cassinga, una mina de hierro angoleña abandonada, como punto de parada durante unas semanas. Poco después ocuparon el lugar que rápidamente se convirtió no sólo en un campo militar sino también en un campo de refugiados. Cassinga fue atacado por aire el 4 de mayo de 1978 por la Fuerza de Defensa Sudafricana en la batalla de Cassinga. Hamaambo apenas escapó.
Siguió siendo el Comandante del Ejército de las fuerzas de PLAN hasta su absorción en la nueva Fuerza de Defensa de Namibia en 1989. Después de la absorción de PLAN, Hamaambo regresó a Namibia antes de la independencia.

## Fuerza de Defensa de Namibia
Al independizarse en marzo de 1990, el veterano del PLAN fue nombrado primer Jefe de las Fuerzas de Defensa, lo que duró hasta su retiro en el año 2000 a la edad de 68 años. Hamaambo murió en septiembre de 2002 y fue la primera persona enterrada como héroe en el  Acre de los Héroes, un monumento de guerra al sur de Windhoek.